# جائزة ألمانيا الكبرى 1952
جائزة ألمانيا الكبرى 1952 هو سباق فورمولا 1 أقيم في حلبة نوربورغرينغ، ألمانيا الغربية. كان السادس من أصل 8 في بطولة العالم لسباقات الفورمولا واحد موسم 1952. حلّ الإيطالي البرتو اسكاري أولا بينما جاء الإيطالي جوزيبي فارينا في المركز الثاني.